# 白もち桜
白もち桜(しろもちさくら)は、日本のイラストレーター。身長154.5cm。

## 来歴
- ゲームやライトノベルでイラストを手がける。

## 作品

### 小説イラスト
- 叛逆のドレッドノート（『電撃文庫』、著者：岩田洋季）

1. 2014年6月10日発売 ISBN 9784048666848
2. 2014年10月10日発売 ISBN 9784048669986
3. 2015年3月10日発売 ISBN 9784048693301
4. 2015年11月10日発売 ISBN 9784048655224

- 手のひらの恋と世界の王の娘たち（『電撃文庫』、著者：岩田洋季）

1. 2016年12月10日発売 ISBN 9784048925402
2. 2017年7月7日発売 ISBN 9784048932462

### ゲーム原画
- 花嫁と魔王　～王室のハーレムは下克上～
- パニカル・コンフュージョン
- 魔女こいにっき
- ナツイロココロログ
- 恋するココロと魔法のコトバ
- けもの道☆ガーリッシュスクエア
- けもの道☆ガーリッシュスクエア LOVE+PLUS
- けもの道☆ガーリッシュスクエア2

### その他
- 丸亀城と12人のお姫さま（丸亀市のイベント用一部イラスト、2018年）[1] - 2021年3月10日配信のゲーム『まるがめクエスト〜囚われの12姫〜』でも同じイラストが使用されている。